# 宮本勇人
宮本 勇人（みやもと はやと、1985年3月29日 - ）は、日本のドラマ脚本家。演出家。エム・エーフィールド所属。

## 略歴・人物
北海道苫前郡初山別村に生まれる。法政大学社会学部社会学科を卒業後、脚本家としての道を進む。当初は劇団コーヒーカップオーケストラの『吉岡再生』、『チャンス夫妻の確認』、『西暦2040年に死んだばあちゃんの娘』、『サンシャイーーブラザーズ』などの舞台脚本、演出を務めていた。
2019年からは日本テレビ系連続ドラマの『人生が楽しくなる法則』、翌年には同じく日本テレビ系連続ドラマ『ランチ合コン探偵 〜恋とグルメと謎解きと〜』のPR番組の構成を担当した。コンクール歴及び受賞歴としては、第5回TBS連ドラ・シナリオ大賞入選などがある。

## 脚本作品

### テレビドラマ
2021年
- 高嶺のハナさん（BSテレビ東京）

2022年
- DCU（TBS）
- 高嶺のハナさん2（BSテレビ東京）

2023年
- 君に届け（Netflixシリーズ）
- VIVANT（TBS）

2024年
- アンチヒーロー（TBS）共同脚本：山本奈奈・李正美・福田哲平